# 三種町

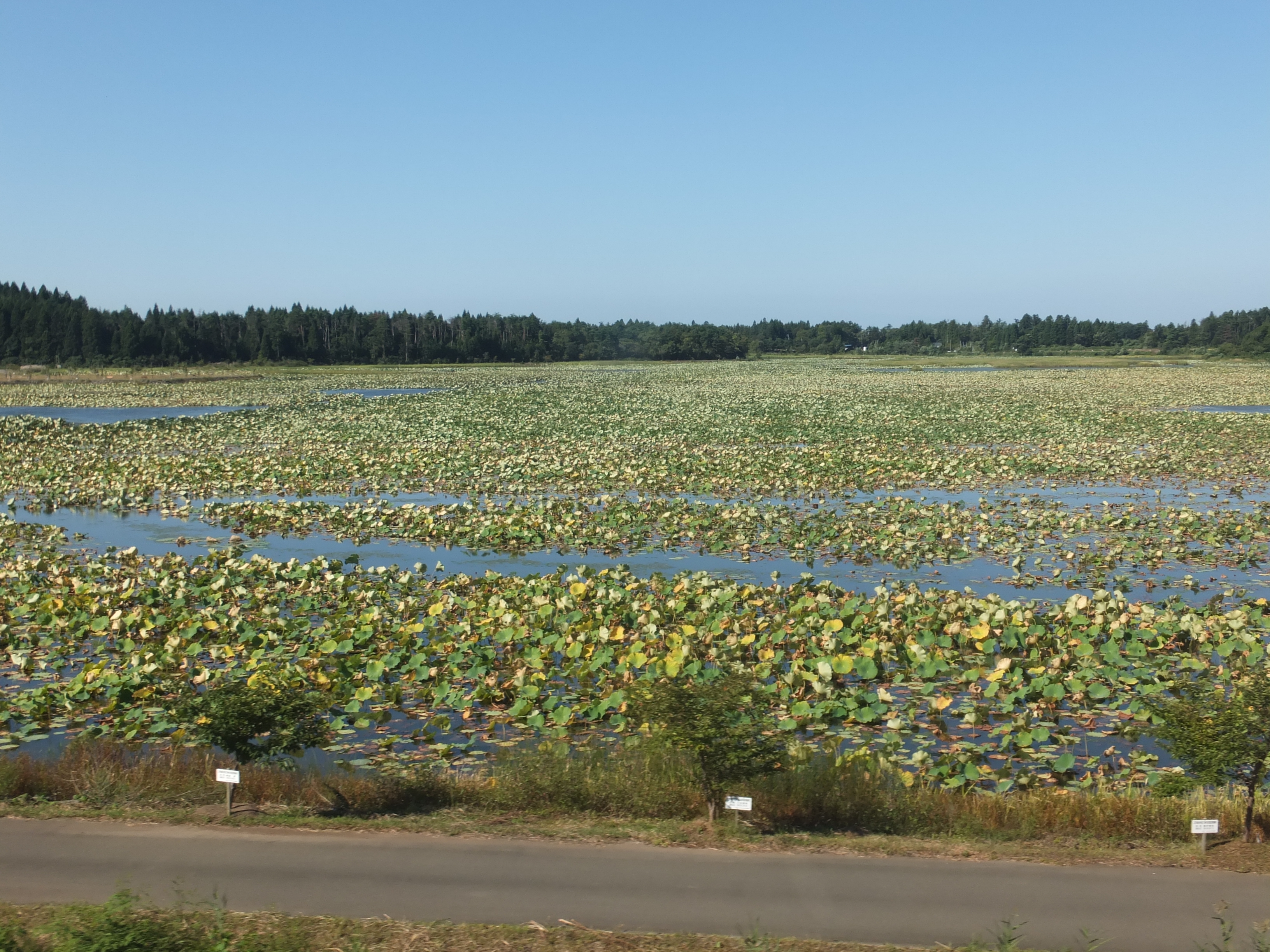
三種町の角助堤。かつてはジュンサイの栽培が行われていた。

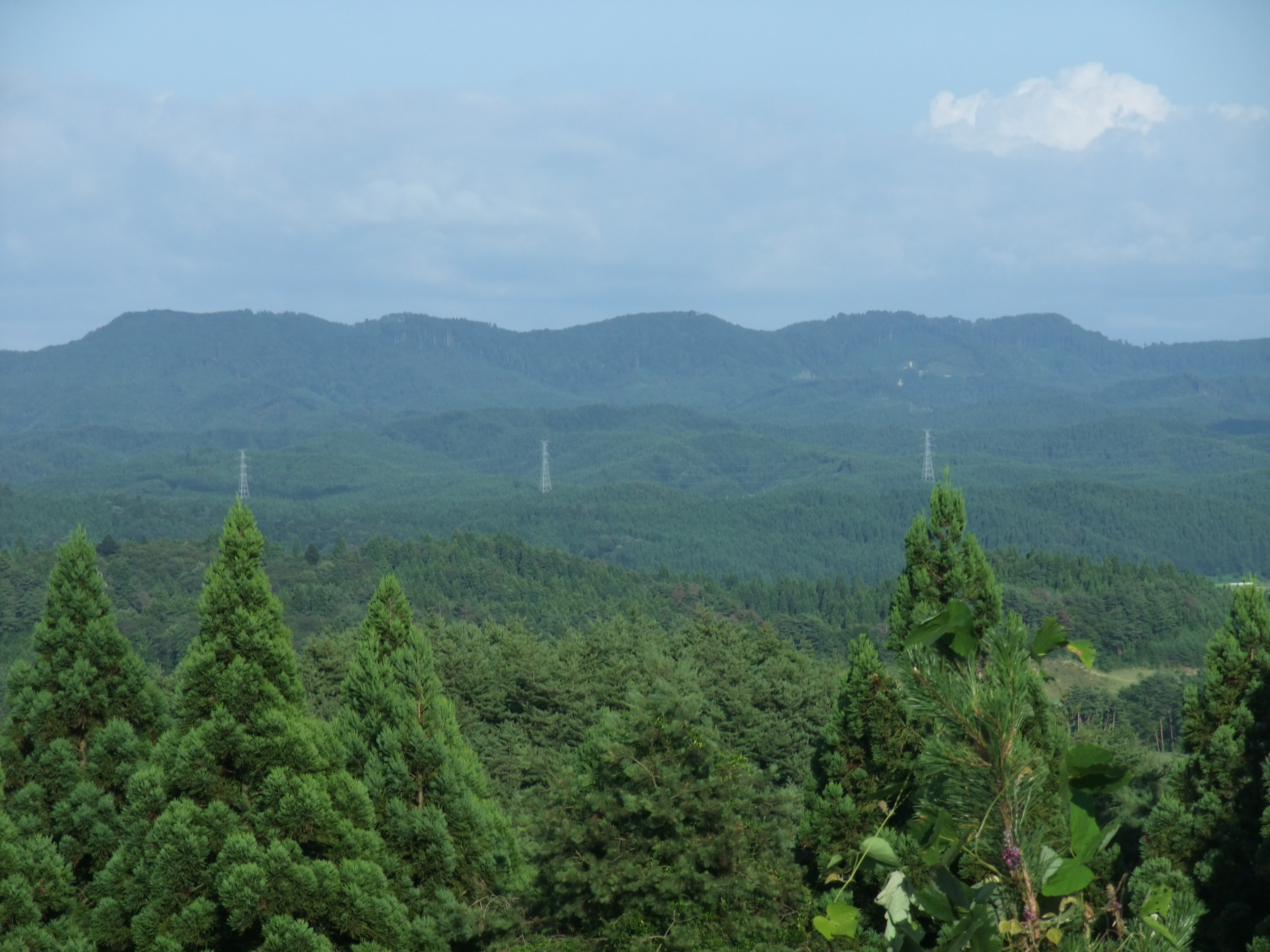
石倉山（三種町）から見た房住山

三種町（みたねちょう）は、秋田県の北西部に位置し、山本郡に属する町。2006年（平成18年）3月20日に琴丘町、山本町、八竜町の3町が合併して誕生した。

## 概要
「白神市」構想が破談となった後、山本郡琴丘町、山本町、八竜町の3町による合併を表明し、新たに合併協議会を設置した。当初、二ツ井町にも参加を呼びかけたが、同町は琴丘町・山本町と境界を接してはいるものの、その境界は山間部で、3町と二ツ井町の中心部は離れていることから、現実的でないとして断られた。二ツ井町は能代市との合併と、単独での存続の両面を模索したが、その後能代市との合併を選択した。町名の『三種』は、3町を流れる三種川に由来するものである。
三種川の由来は、大昔巡国の高僧が川の源流で白髪の老翁に出会い、その翁に高僧が川の名を尋ねると三種川と答えた物語に由来する。これは、房住山の縁起を書いた『房住山昔物語』に記録されている。
合併後の町役場は旧八竜町役場に設置されたが、交通・経済の中心は旧琴丘町の鹿渡地区である。琴丘地域の核は鹿渡、山本地域の核は森岳、八竜地域の核は鵜川と浜口（地名としては「浜田」と「大口」だが、それぞれから1文字ずつ取って浜口地区と呼ばれている）の隣接した2地区になっており、それぞれに旧役場（現町役場と琴丘地域拠点センターおよび山本総合支所）や人口集積が見られる。主に、鹿渡地区が交通と経済の核、森岳地区が観光の核、鵜川・浜口地区が行政の核にほぼ色分けされている。
じゅんさいの生産は国内生産量の約90%を占める日本一の産地である。生産の中心は旧山本町で、1986年（昭和61年）度で約270トンだった生産量は、町が転作作物として1987年（昭和62年）から3年かけて奨励事業を行ったことにより急速に増え、最盛期の1991年（平成3年）度には約1260トンに達した。しかし、その後は減少傾向に転じており、2016年（平成28年）度は約440トンへ大きく落ち込んでいる。

## 地理
- 山: 丸山（日本一高い砂山）、房住山、三倉鼻
- 河川: 三種川
- 湖沼: 八郎湖、蓮沼

### 隣接している自治体
- 能代市
- 男鹿市
- 南秋田郡：八郎潟町、五城目町、大潟村
- 北秋田郡：上小阿仁村

### 人口
| |                                        |  |
| 三種町と全国の年齢別人口分布（2005年） | 三種町の年齢・男女別人口分布（2005年） |  |
| ■紫色 ― 三種町 ■緑色 ― 日本全国 | ■青色 ― 男性 ■赤色 ― 女性              |  |
| 三種町（に相当する地域）の人口の推移 \| 1970年（昭和45年） \| 28,168人 \| \| \| 1975年（昭和50年） \| 26,573人 \| \| \| 1980年（昭和55年） \| 26,089人 \| \| \| 1985年（昭和60年） \| 25,254人 \| \| \| 1990年（平成2年） \| 24,151人 \| \| \| 1995年（平成7年） \| 23,346人 \| \| \| 2000年（平成12年） \| 22,112人 \| \| \| 2005年（平成17年） \| 20,438人 \| \| \| 2010年（平成22年） \| 18,876人 \| \| \| 2015年（平成27年） \| 17,078人 \| \| \| 2020年（令和2年） \| 15,254人 \| \| |                                        |  |
| 総務省統計局 国勢調査より |                                        |  |
| 1970年（昭和45年） | 28,168人                               |  |
| 1975年（昭和50年） | 26,573人                               |  |
| 1980年（昭和55年） | 26,089人                               |  |
| 1985年（昭和60年） | 25,254人                               |  |
| 1990年（平成2年） | 24,151人                               |  |
| 1995年（平成7年） | 23,346人                               |  |
| 2000年（平成12年） | 22,112人                               |  |
| 2005年（平成17年） | 20,438人                               |  |
| 2010年（平成22年） | 18,876人                               |  |
| 2015年（平成27年） | 17,078人                               |  |
| 2020年（令和2年） | 15,254人                               |  |

## 歴史
- 2006年（平成18年）3月20日 - 山本郡琴丘町、山本町、八竜町の3町が合併して三種町が誕生した。
- 2009年（平成21年）
  - 4月1日 - 八竜総合支所を廃止して、三種町役場本所に統合された。
  - 10月24日 - 町民歌「輝く未来へ」を制定。
- 2013年（平成25年）9月17日 - 琴丘地域拠点センター開設に伴い、琴丘総合支所・琴丘公民館を廃止。
- 2022年（令和4年）8月10日 - 集中豪雨により三種川が氾濫。森岳から上岩川にかけて川沿いの約14キロの範囲で浸水被害[8]。
- 2023年（令和5年）7月15日 - 集中豪雨（令和5年7月14日からの梅雨前線による大雨）により三種川が氾濫[9]。

## 町長
- 職務執行者…佐藤亮一（旧・八竜町町長、2006年3月20日 - 2006年4月22日）
- 初代…佐藤亮一（旧・八竜町町長、2006年4月23日 - 2010年4月22日）
- 職務代理者…北林敏明（副町長、2010年4月23日 - 同年5月17日）…町長選挙を議員選挙との同時実施としたことに伴い、町長の空席期間が発生したため特例で設置。
- 2代目…三浦正隆（元・八竜郵便局長、2010年5月18日 - ）
- 3代目…田川政幸（2018年5月18日 - ）

## 地域

### 警察
秋田県警察 能代警察署
- 山本駐在所
- 金岡駐在所
- 八竜駐在所
- 浜田駐在所
- 琴岡駐在所

### 消防
能代山本広域市町村圏組合消防本部
- 三種消防署
  - 上岩川分署

### 郵便局
- 琴丘郵便局（集配局） - 018-21xx
- 八竜郵便局（集配局） - 018-24xx
- 森岳郵便局（集配局） - 018-23xx

- 上岩川郵便局
- 下岩川郵便局
- 金岡郵便局
- 浜口郵便局

- 鯉川簡易郵便局
- 森岳温泉簡易郵便局
- 山本中島簡易郵便局
- 八竜大曲簡易郵便局
- 芦崎簡易郵便局

### 金融機関
- 秋田銀行鹿渡支店（指定金融機関）
- 羽後信用金庫
  - 八竜支店
  - 森岳支店
- 秋田やまもと農業協同組合
  - 本店金融部（琴丘支店勘定）

北都銀行山本支店及び三種支店は、能代市の能代支店内に所在。

### 発電所
- 洋上風力発電所（名称未定） - 三種町の沖合は能代市、男鹿市などとともに、国により洋上風力発電の整備を優先的に進める促進区域に指定されている。2021年には三菱商事と中部電力の子会社などの共同事業体が事業者になることが決定しており、今後、風車の設置が進められ、2028年以降に発電が開始される見込みである[10]。

## 教育
- 三種町立琴丘小学校（旧鹿渡小学校の建物を利用し、2009年4月に新たに設置）
- 三種町立森岳小学校
- 三種町立金岡小学校
- 三種町立浜口小学校
- 三種町立湖北小学校
- 三種町立琴丘中学校
- 三種町立山本中学校
- 三種町立八竜中学校

## 交通

### 鉄道
- 東日本旅客鉄道（JR東日本）
  - 奥羽本線：鯉川駅 - 鹿渡駅 - 森岳駅 - 北金岡駅

### バス
- 秋北バス - 能代市中心部と三種町役場を結ぶ路線を運行。
  - 能代厚生医療センター - 能代バスステーション - 能代駅前 - 浅内 - 大曲 - 八竜ふれあいセンター
- 三種町ふれあいバス・巡回バス

### 道路
- 高速道路
  - E7 秋田自動車道
  - 11 琴丘森岳IC
  - 12 八竜IC
- 一般国道
  - 国道7号：道の駅ことおか
  - 国道101号
- 主要地方道
  - 秋田県道4号能代五城目線
  - 秋田県道37号琴丘上小阿仁線
  - 秋田県道42号男鹿八竜線
  - 秋田県道54号男鹿琴丘線
- 一般県道
  - 秋田県道210号金光寺能代線
  - 秋田県道211号金光寺鵜川線
  - 秋田県道212号森岳鵜川線
  - 秋田県道217号森岳鹿渡線
  - 秋田県道314号濁川上岩川線

## 名所・旧跡・観光スポット・祭事・催事
- 森岳温泉（山本地区）
- 鯉川の祭り（琴丘地区）
- 八竜の獅子舞（八竜地区）
- 砂丘温泉ゆめろん（八竜地区）
- 釜谷浜海水浴場（八竜地区・環境省選定 快水浴場百選）
  - 釜谷浜サンドクラフト

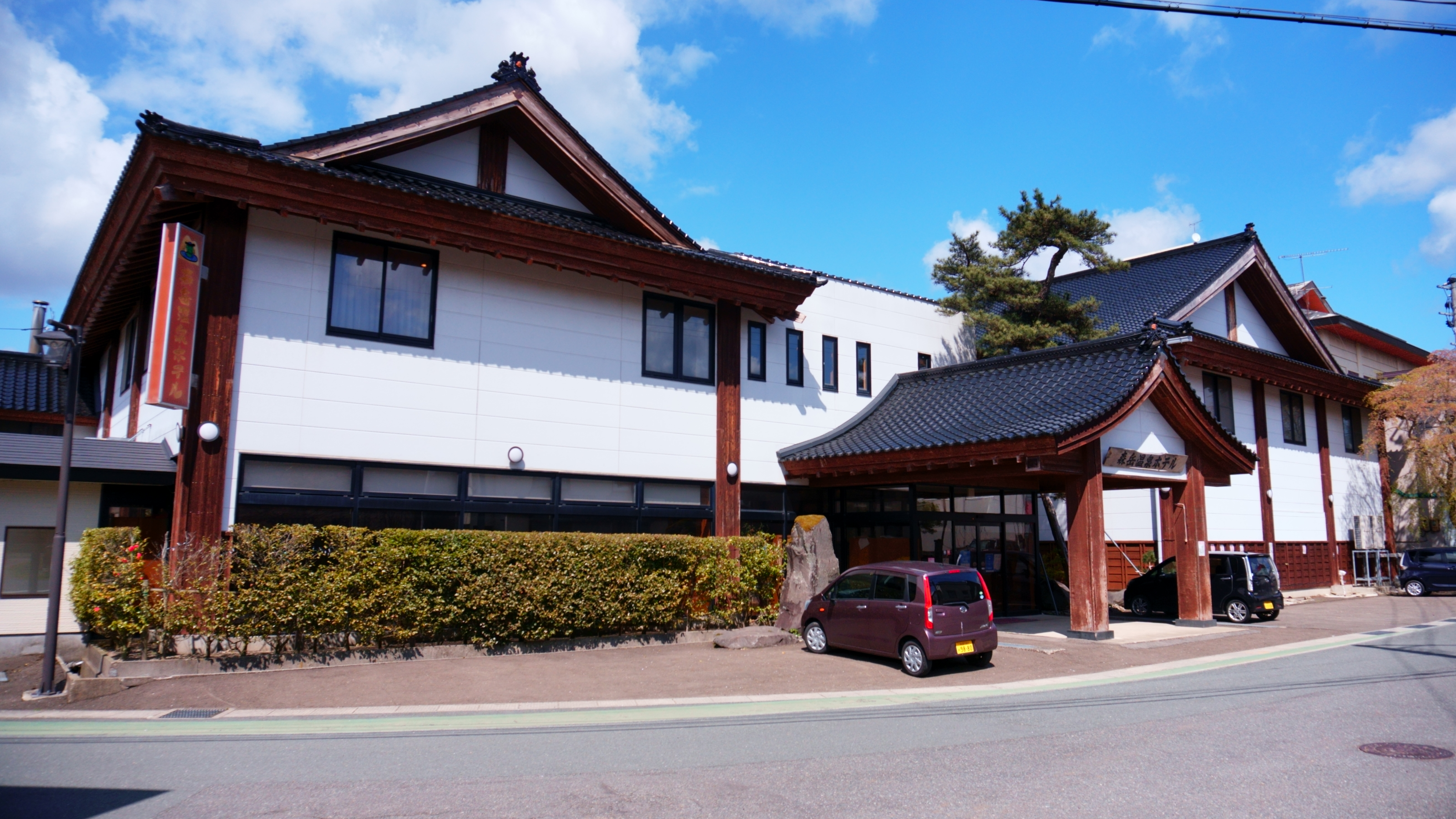
森岳温泉
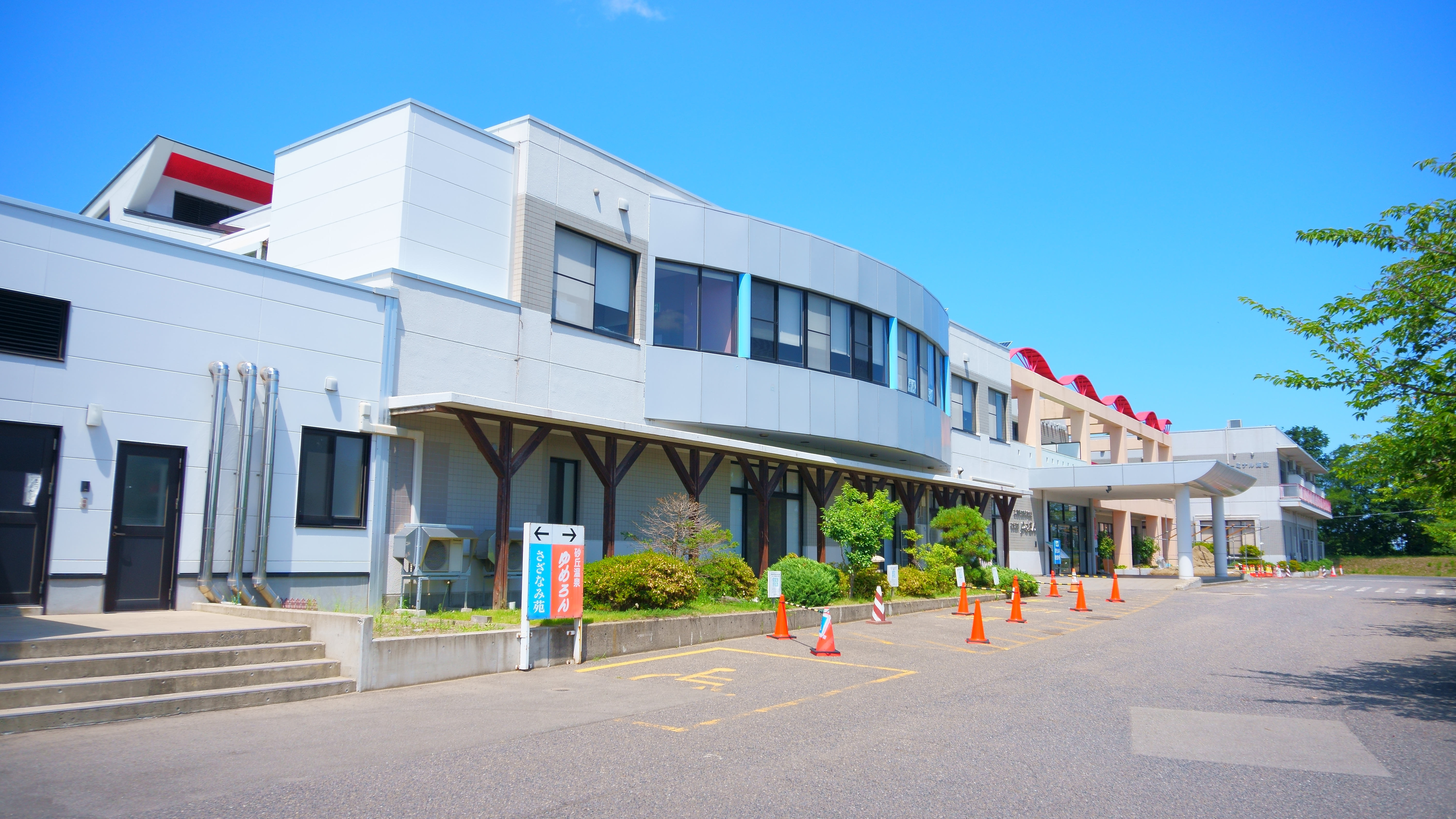
砂丘温泉ゆめろん
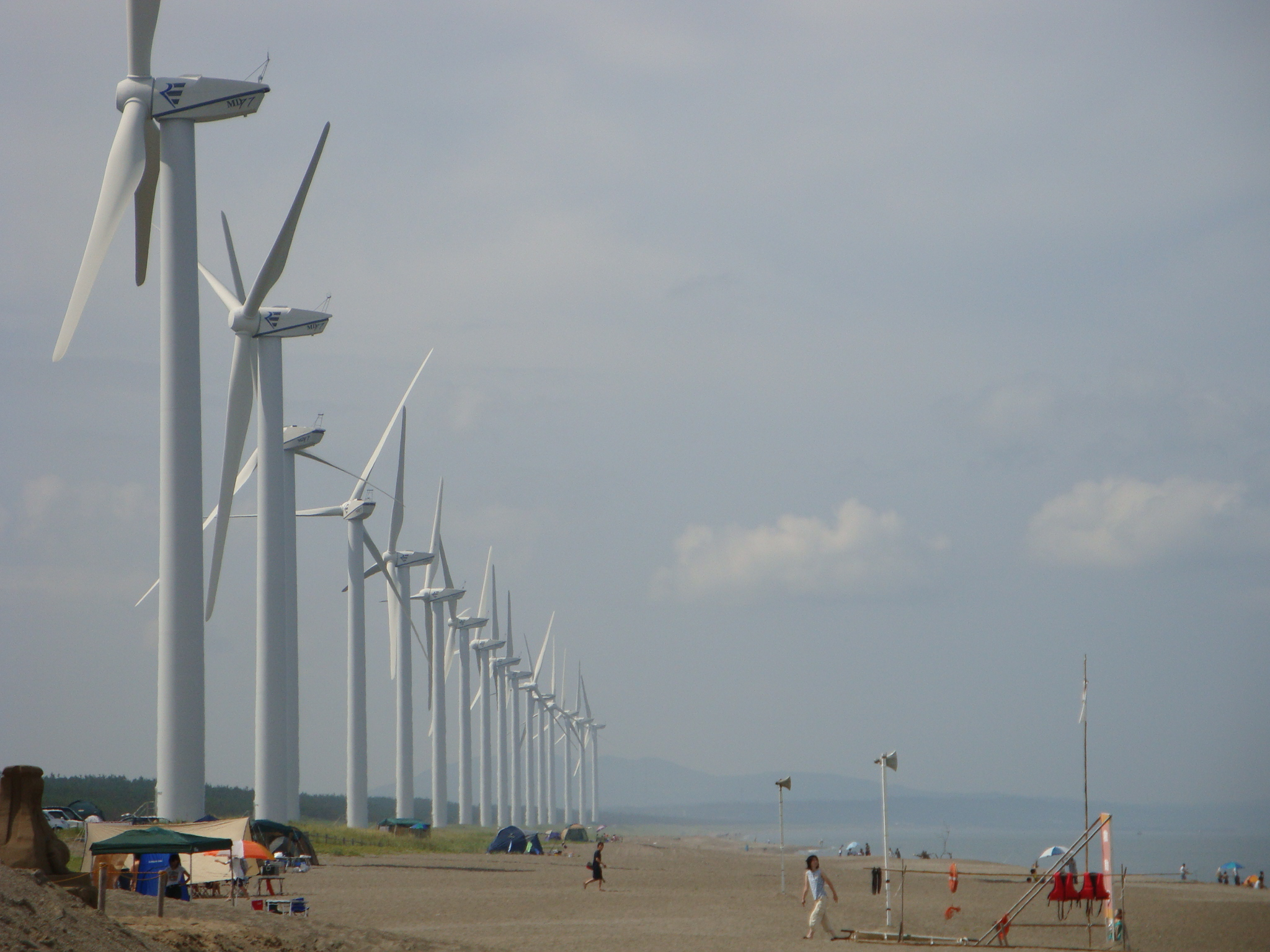
釜谷浜海水浴場
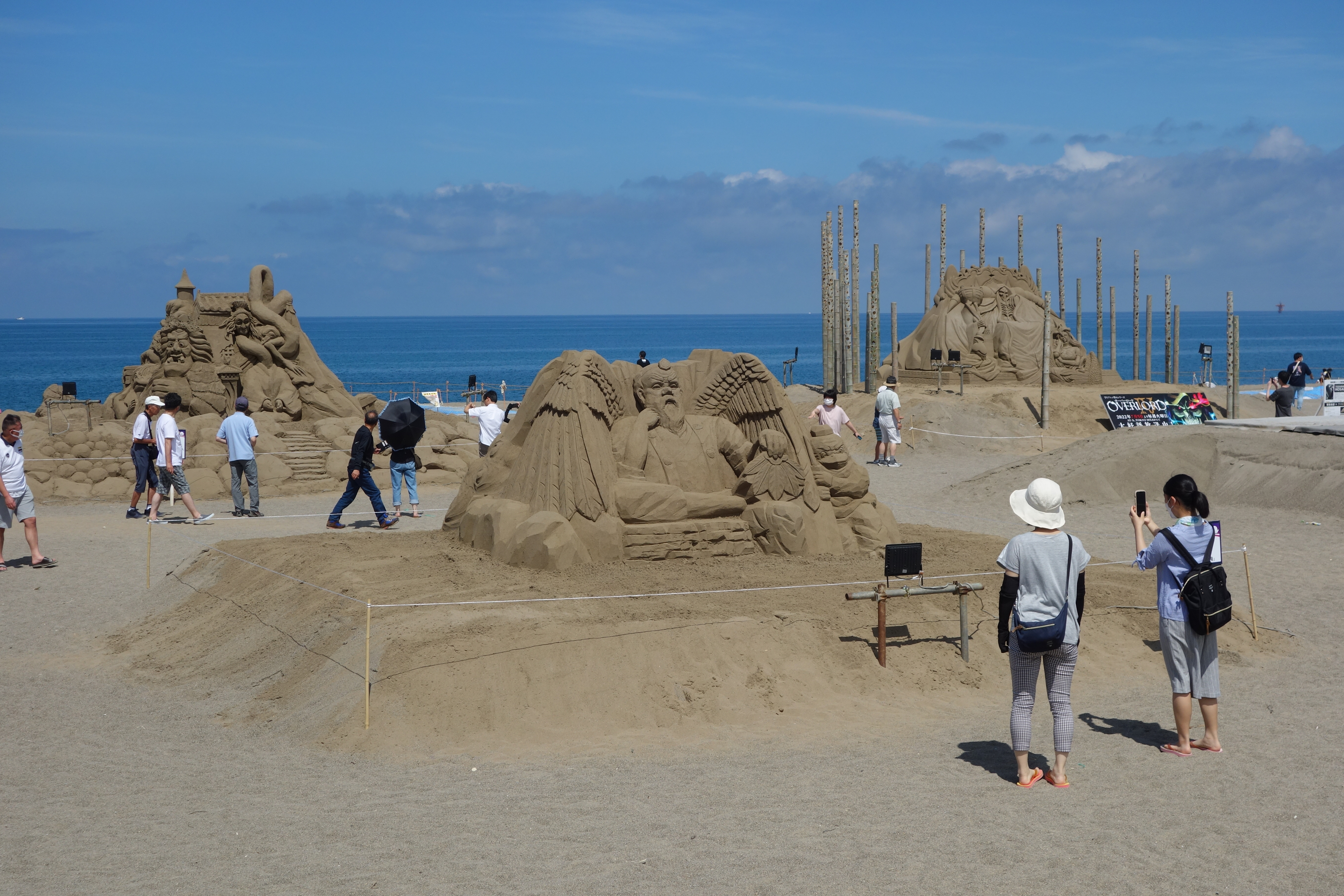
釜谷浜サンドクラフト

## 出身有名人
- 高松和夫 - 代議士、元県議会議員
- 橋本五郎 - 読売新聞特別編集委員
- 石井漠 - 舞踊家
- 児玉理恵 - アナウンサー
- 近藤芳久 - プロ野球選手（広島東洋カープ、千葉ロッテマリーンズ）
- 及位ヤヱ  - 女性パイロット
- 渡辺博栄 - 気象予報士
- 三浦隆司 - プロボクサー
- 櫻田陽子 - 童話作家
- 大豪健嗣 - 1970年代に活躍した、大相撲力士（最高位は前頭11枚目、旧・山本村出身）
- 若双龍秀造 - 大相撲力士（最高位、十両）
- 八竜鉄右エ門 - 大相撲力士（同上）
- 沢風富治 - 大相撲力士（同上）
- 友川カズキ - 詩人・歌手・画家・競輪愛好家・エッセイスト・俳優